# Parafia Matki Bożej Królowej Polski w Ponicach
Parafia Matki Bożej Królowej Polski w Ponicach – parafia rzymskokatolicka należąca do dekanatu Rabka archidiecezji krakowskiej. Parafia została utworzona w 1985. Jest prowadzona przez zgromadzenie zakonne salwatorianów.